# Kalambáki
Kalambáki, en grec moderne : Καλαμπάκι, auparavant nommé Kalambákion (Καλαμπάκιον), est un ancien dème et une petite ville de Macédoine-Orientale-et-Thrace, en Grèce. Depuis 2010, dans le cadre du programme Kallikratis, il fait partie du dème de Doxáto.
Selon le recensement de 2021, la population de l'ancien dème devenu district municipal compte 4 491 habitants tandis que celle du village s'élève à 2 652 habitants.